# ZEILT Productions
ZEILT productions est une société de production et un studio d'animation 3D. Implantée au Luxembourg, cette société est spécialisée dans la production de programmes d'animation 3D pour le cinéma, la télévision, Internet, la téléphonie mobile et les jeux vidéo.

## Filmographie
- 2013 : Mr Hublot / ZEILT Productions
- 2009 : Academy Of champions / ZEILT Productions - UBIsoft
- 2009 : Campagne pub Marie / ZEILT Productions - Passion Paris
- 2009 : You - I hate You / ZEILT Productions - Passion Paris
- 2008 : Squeaky - / ZEILT Productions - Fox mobile
- 2008 : Schnuffel Weihnachtslied - / ZEILT Productions - Jamba - SonyBMG
- 2008 : Schnuffel Häschenparty - / ZEILT Productions  - SonyBMG
- 2008 : Campagne pub Marie / ZEILT Productions - Passion Paris
- 2008 : Tchoupi / ZEILT Productions (supervision 3D)
- 2008 : Wordworld / ZEILT Productions (supervision 3D)
- 2007 : Tété - mon tresor / ZEILT Productions -Sony Bmg
- 2007 : Crabooyo  / ZEILT Productions - Wagram
- 2007 : Ilona - Chiquitas / ZEILT Productions - M6 - Scorpio Music